# Joe, asasin în timpul liber
Joe, asasin în timpul liber (în engleză Killer Joe) este un film de comedie regizat de William Friedkin după un scenariu de Tracy Letts. Este bazat pe o piesă de teatru omonimă (în original) din 1993 a lui Letts care a mai colaborat cu Friedkin anterior în 2006 la Omul cu gândacii.
În rolurile principale au interpretat actorii Matthew McConaughey în rolul titular, Emile Hirsch și Juno Temple. A fost produs de studiourile Voltage Pictures și a avut premiera la 8 septembrie 2011, fiind distribuit de LD Entertainment. Coloana sonoră este compusă de Tyler Bates. Cheltuielile de producție s-au ridicat la 10.000.000 dolari americani și a avut încasări de 4.600.000 dolari americani.

## Rezumat
Chris Smith este un vânzător ambulant de droguri, care vrea neapărat să ia o pauză. După ce drogurile îi sunt furate de mama sa, trebuie să facă repede rost de 6.000 de dolari americani sau va fi ucis. Îi cere, cu disperare, ajutorul tatălui său, Ansel, cu care pune la cale un plan.

## Distribuție
Rolurile principale au fost interpretate de actorii:
- Matthew McConaughey - Detectiv Joe 'Killer Joe' Cooper
- Emile Hirsch - Chris Smith
- Juno Temple - Dottie Smith
- Gina Gershon - Sharla Smith
- Thomas Haden Church - Ansel Smith
- Marc Macaulay - 'Digger' Soames